# 徐言達
徐言達（？—？），字君上，號蘧非，浙江上虞縣人，明朝末年政治人物。

## 生平
天啓元年（1621年）辛酉科舉人，崇禎十六年（1643年）癸未科會試副榜。魯王監國，授行人司正，後築精舍於方山，題曰“隱圃”，有弟弟徐言近。

## 著作
著作有《驚塵燼》《燕游詩草》。